# Оллред, Колин
Колин Закари Оллред (англ. Colin Zachary Allred; род. 15 апреля 1983, Даллас, Техас) — американский профессиональный игрок в американский футбол, юрист и политик, депутат Палаты представителей США (32-й округ Техаса) от Демократической партии с 2019 года.

## Биография
Родился в 1983 году в Далласе. Рос в Северном Далласе в семье Джудит Оллред, матери-одиночки, работавшей учительницей в публичной школе. В Хиллкрестской средней школе Далласа был президентом класса, играл в американский футбол, баскетбол и бейсбол, во всех видах входил в символические сборные района 11-4А (в последний год учёбы также включён газетой Dallas Morning News во вторую сборную Далласского округа по американскому футболу). Окончил школу в 2001 году. Первоначально поступил в Академию ВВС США, но вернулся в Техас ещё до начала занятий и получил полную спортивную стипендию от Университета Бэйлора.
В Бэйлорском университете изучал историю, играл за сборную университета по американскому футболу на позиции лайнбекера четыре из пяти лет учёбы (полностью пропустил сезон 2002 года). Неоднократно включался в символическую сборную комиссара конференции Big 12. В последний год был лайнбекером стартового состава команды и её резервным капитаном. Получил степень бакалавра в 2005 году.
По окончании университета некоторое время держал мастерскую по ремонту компьютеров. Не был выбран в драфте НФЛ 2006 года, но в мае того же года был приглашён в тренировочный лагерь клуба НФЛ «Теннесси Тайтенс» как свободный агент. После ряда временных контрактов с «Теннесси» дебютировал в НФЛ 16 декабря 2007 года и пробился с клубом в плей-офф. На следующий год выиграл с «Тайтенс» Южный дивизион Американской футбольной конференции с 13 победами при 3 поражениях. Продолжал выступать до сезона 2010 года, когда получил травму шеи и вынужден был завершить профессиональную карьеру по окончании этого сезона.
После завершения выступлений поступил в школу права Калифорнийского университета в Беркли, планируя карьеру адвоката по гражданским правам. Получил степень доктора юриспруденции в 2014 году. В 2016—2017 годах входил в штат министерства жилищного строительства и городского развития, которое в этот период возглавлял Хулиан Кастро.
В 2018 году избран как представитель Демократической партии в Палату представителей от 32-го округа Техаса. Оллред выиграл выборы у предыдущего депутата от этого округа, республиканца Пита Сешнса, который представлял 32-й округ в Палате представителей с момента его создания в 2003 году. Переизбирался в Палату представителей в два следующих цикла, в том числе после изменения границ округов в 2021 году, когда 32-й округ стал более благоприятным для демократов. В конгрессе выступал за распространение всеобщего медицинского страхования и снижение стоимости медицинского обслуживания, расширение сети ремесленных школ и удешевление высшего образования. Входил в состав комитетов по иностранным делам, транспорту и инфраструктуре.
В мае 2005 года выдвинул свою кандидатуру в сенаторы от штата Техас, бросив вызов действующему сенатору, республиканцу Теду Крузу. Оллред стал первым заметным представителем демократической партии, объявившим о намерении участвовать в выборах в Сенат от Техаса в предвыборном цикле 2024 года.